# درونک (کازرون)
درونک (کازرون)، روستایی از توابع بخش جره و بالاده شهرستان کازرون در استان فارس ایران است.

## جمعیت
این روستا در دهستان فامور قرار دارد و براساس سرشماری مرکز آمار ایران در سال ۱۳۸۵، جمعیت آن ۳۵۹ نفر (۶۹خانوار) بوده‌است.